# Kuayue

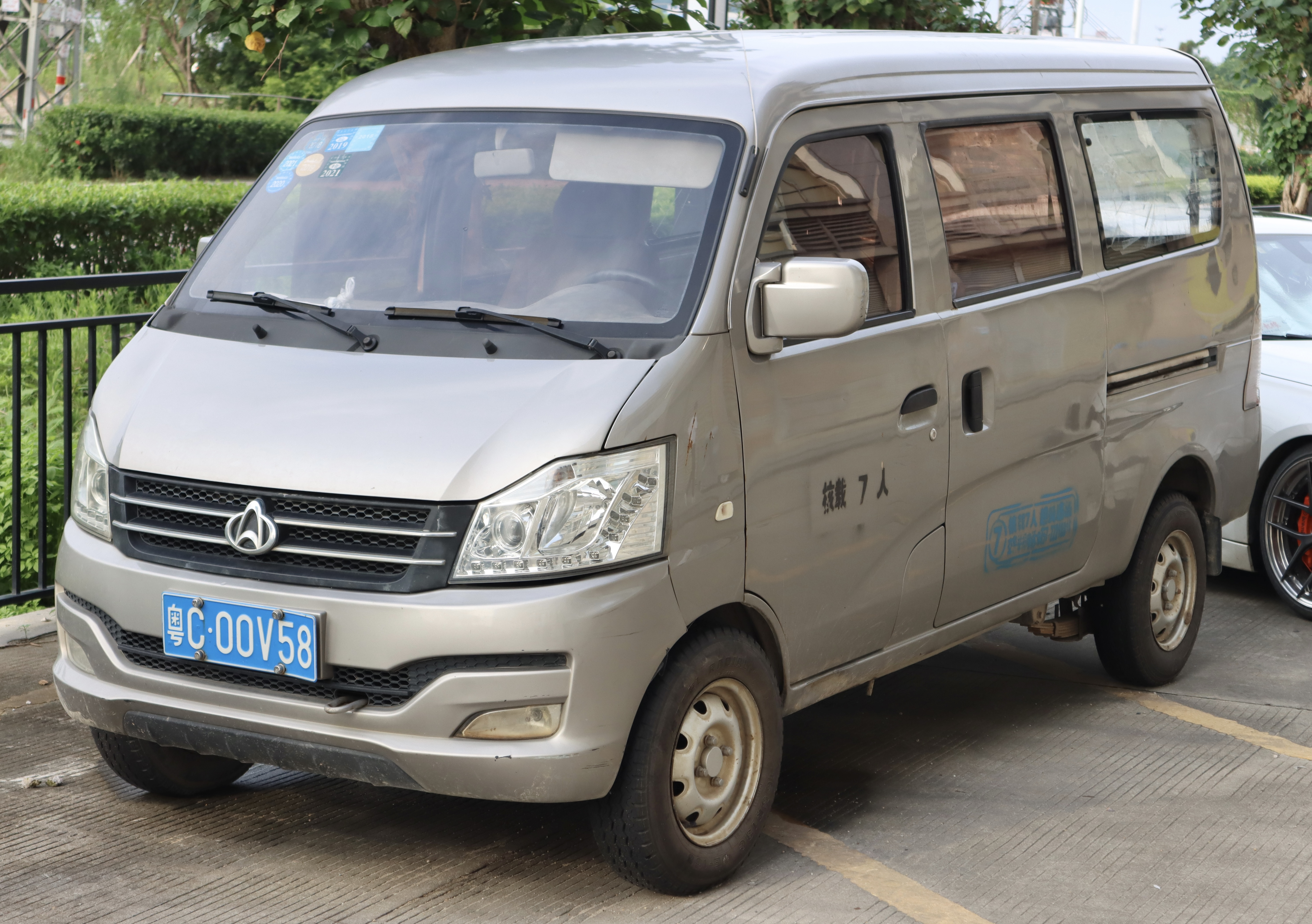
Kuayue V3 (2013)

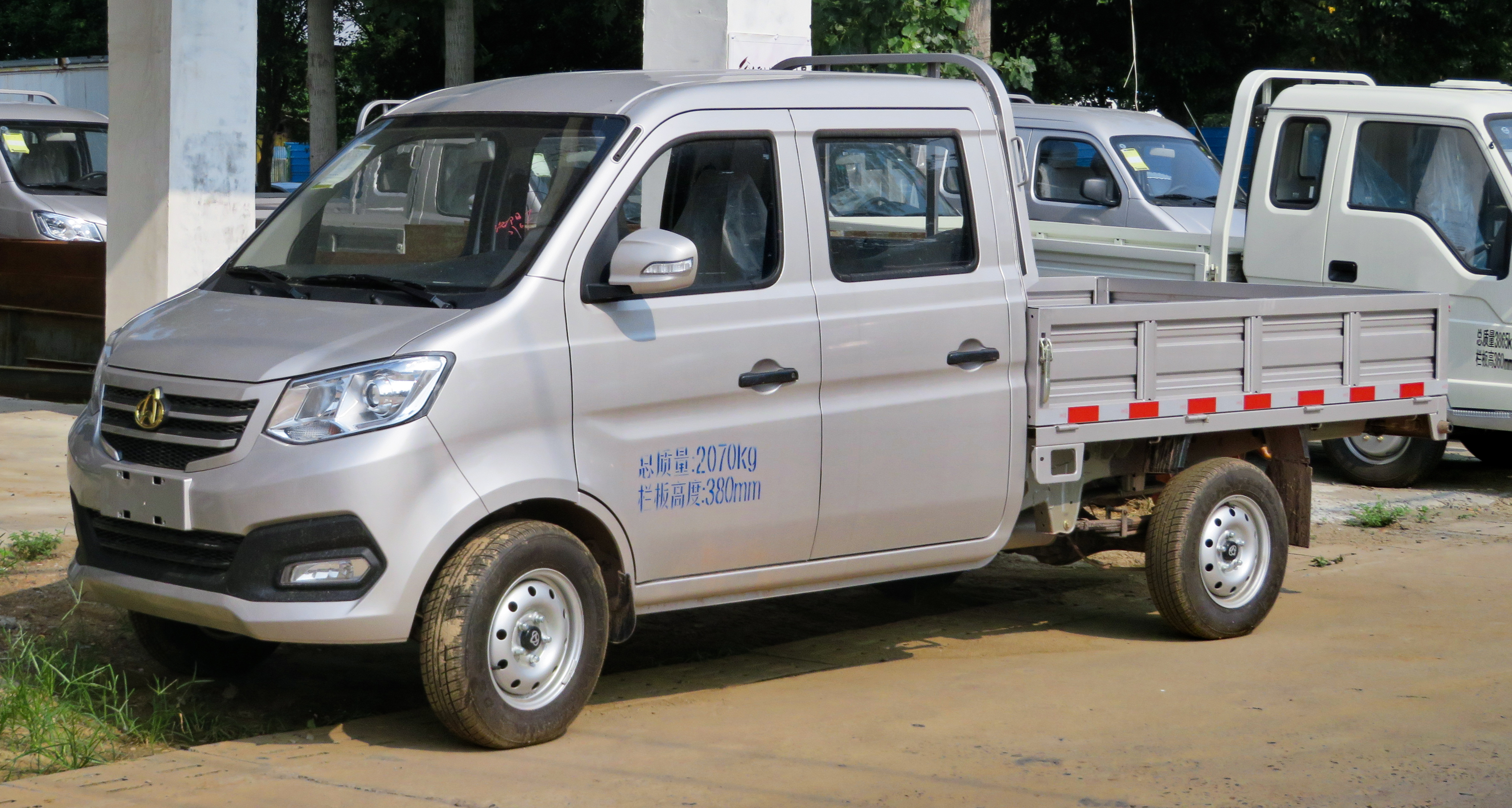
Xinbao T3 (2018)

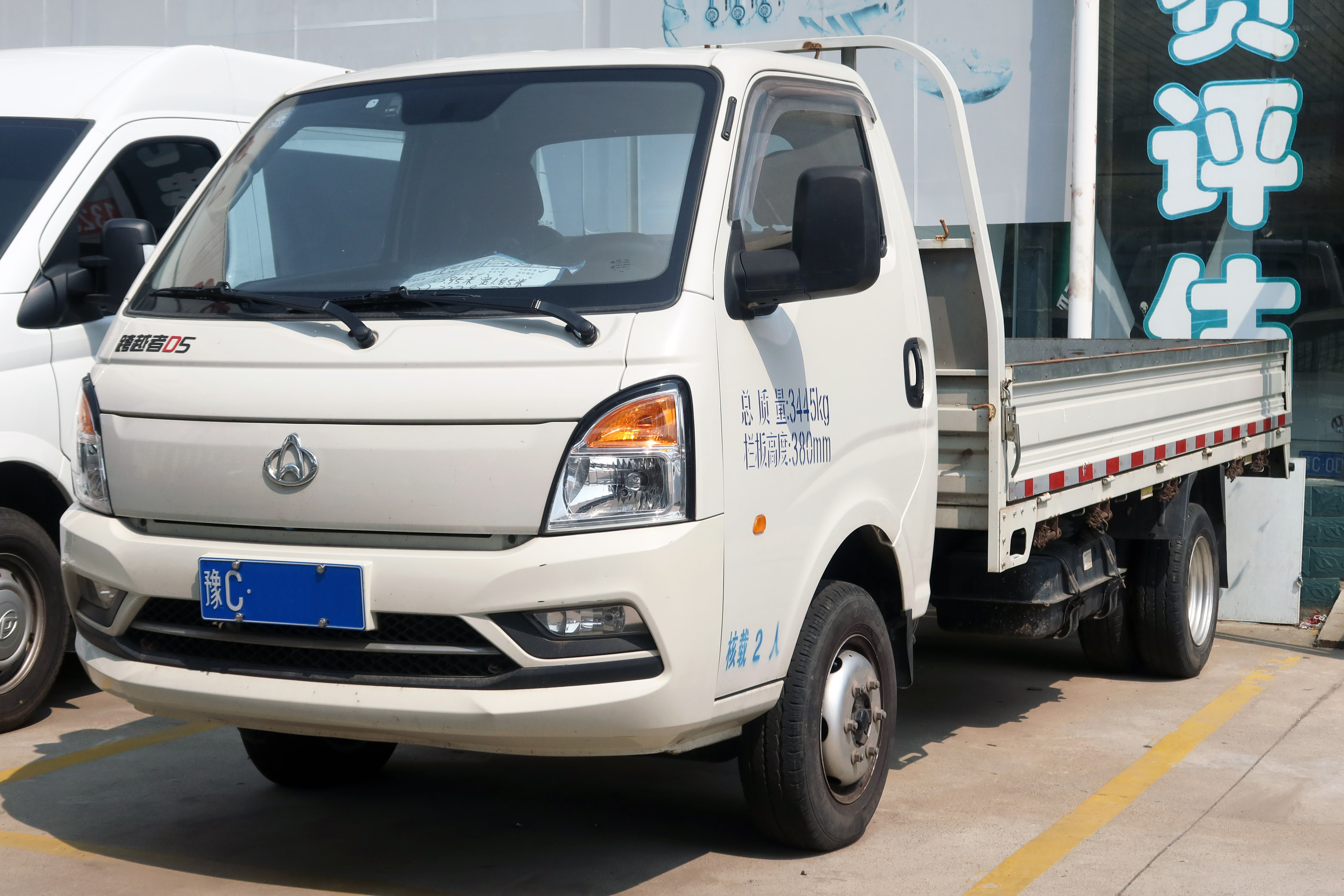
Kuayue Kuayuezhe D5 (2022)

Changan Kuayue (chiń. upr. 重庆跨越) – chiński producent samochodów użytkowych, z siedzibą w Chongqing, działający od 1999 roku. Należy do chińskiego joint venture między koncernami: motoryzacyjnym Changan Automobile oraz wielobranżowym Kuayue Group.

## Historia
Równolegle z rozpoczęciem produkcji pierwszych samochodów marki Changan przez Changan Automobile w 1999 roku, chiński koncern nawiązał dodatkowo współpracę z rodzimym koncernem wielobranżowym Kuayue Group. Rezultatem tego było zawarcie spółki typu joint-venture o nazwie Changan Kuayue, w ramach której uruchomiono produkcję kolejnej wariacji Suzuki Carry z ówczesnymi logotypami Changana, lecz pod marką Kuayue. W kolejnych latach portfolio firmy utworzyły niewielkie, miejskie samochody dostawcze z nadwoziem furgon i pickup, sukcesywnie poszerzając gamę także o większe, kompaktowe konstrukcje w drugiej połowie pierwszej dekady XXI wieku. 
W 2012 roku firma rozpoczęła stopniowe odchodzenie od przestarzałych konstrukcji opartych na technologii Suzuki z XX wieku, modernizując gamę o własne konstrukcje. W 2017 roku Kuayue poszerzyło swoją gamę o pierwsze samochody elektryczne będące pochodnymi spalinowych konstrukcji.

## Modele samochodów

### Obecnie produkowane

#### Samochody dostawcze
- V3
- V5
- Xinbao T1
- Xinbao T3
- Xinbao T5
- Kuayuezhe D5
- Kuayuewang X1
- Kuayuewang X3
- Kuayuewang X5
- Kuayuewang X7
- Kuayuexing V3
- Kuayuexing V5
- Kuayuexing V7

#### Samochody elektryczne
- Xinbao T3 EV
- Kuayuewang X1 EV
- Kuayuewang X3 EV
- Kuayuezhe D5 EV
- Kuayuexing V5 EV
- Kuayuexing V7 EV

#### Pickupy
- Wang F3

### Historyczne
- Xunlong (1999–2015)